# Variabilichromis moorii
Variabilichromis moorii (Syn. Lamprologus moorii, Neolamprologus moorii) ist eine Buntbarschart, die im südlichen Teil des afrikanischen Tanganjikasees endemisch ist. Sie ist die einzige Art in der 1985 erstellten Gattung Variabilichromis. V. moorii, erreicht eine Gesamtlänge von bis zu 10 cm und wird in Aquarien gehalten.

## Merkmale
Ausgewachsene Tiere sind dunkel, fast schwarz gefärbt und haben leuchtend hellblaue Säume an ihren Flossen, außer den Brustflossen. In der Iris und unterhalb der Augen finden sich weitere hellblaue Färbungen. Jungtiere sind im Gegensatz dazu gelblich und können diese Färbung bis zu einer Größe von 6 cm behalten.

## Lebensweise
Die Fische bewohnen flache Geröllzonen und die Felsküste. Sie sind revierbildend. Paare haben eine enge Bindung. Variabilichromis moorii laicht in Höhlen, die von den Eltern bewacht werden. Die Jungfische schlüpfen nach etwa einer Woche aus den bis zu 100 Eiern. Sie halten sich zunächst als dichter, kleiner Schwarm immer in unmittelbarer Nähe der elterlichen Bruthöhle auf.